# Joachim Sigismund Ditlev Knuth
Joachim Sigismund Ditlev greve Knuth (15. juni 1835 på Lindersvold – 19. oktober 1905) var en dansk diplomat.
Han var født på Lindersvold 15. juni 1835 og søn af amtmand, grev Hans Schack Knuth. Knuth, der blev student 1854 fra Frederiksborg Skole og tog statsvidenskabelig eksamen 1860, arbejdede som volontær og dernæst som assistent i Finansministeriets sekretariat fra sidstnævnte år indtil slutningen af 1862, da han antoges som volontær i Udenrigsministeriet, forrettede derpå i 1867 i nogle måneder tjeneste ved gesandtskabet i Berlin og konstitueredes 1868 som legationssekretær i Sankt Petersborg. Efter at have fået kgl. udnævnelse som legationssekretær 1870 blev Knuth omtrent samtidig forflyttet til Stockholm og i slutningen af 1871 til Paris, hvor han forblev til 1884, da han udnævntes til kgl. gesandt i Wien, en stilling, han 6 år senere ombyttede med posten som gesandt i Rom. Da Danmarks diplomatiske repræsentation i Spanien genoprettedes 1894, blev Knuth tillige ansat som gesandt i Madrid; men året efter tog han efter eget ønske afsked fra begge stillinger med tilkendegivelse af kongens tak for hans lange og virksomme tjeneste.
Knuth blev Kommandør af Dannebrog af 2. grad 1887 og af 1. grad 1892. Af særlige hverv, der blev Knuth overdraget, må nævnes, at han i 1881 var en af Danmarks delegerede ved møntkonferencen i Paris, at han året derpå var delegeret ved den sammesteds afholdte konference om beskyttelse af undersøiske telegrafkabler, og at han i 1892 repræsenterede landet
ved sundhedskonferencen i Venedig. I 1890 tiltrådte Knuth efter sin broder grev Rudolf Knuth besiddelsen af den for det nedlagte friherskab Conradsborg substituerede fideikommiskapital. Knuth døde 19. oktober 1905.